# Death Note: New Generation
Death Note: New Generation (デ ス ノ ー ト NEW GENERATION; tạm dịch: Quyển sổ tử thần: Thế hệ mới) là một phim ngắn hành động kinh dị tâm lý siêu nhiên trên Chương trình chiếu mạng Nhật Bản dựa trên loạt truyện tranh Death Note được viết bởi Ōba Tsugumi và được minh họa bởi Takeshi Obata. Đây là phần tiếp theo của bộ phim Death Note 2: The Last Name năm 2006 và là tiền thân của bộ phim Quyển sổ tử thần: Khai sáng thế giới mới năm 2016. Bộ phim gồm ba tập được phát hành hàng tuần trên Hulu bắt đầu từ ngày 16 tháng 9 năm 2016.

## Cốt truyện
Ba câu chuyện về điều tra viên Mishima, được gọi là Death Note geek - người đã gặp một vụ án kẻ từng phạm tội trước đây đã chết vì đột quỵ và anh đang tiến gần đến sự thật; kế thừa của L, thám tử quốc tế nổi tiếng Ryuzaki - người đã giải quyết được nhiều vụ án khó khăn, quyết định hỗ trợ trong vụ án Death Note mà anh đã liên tục từ chối mặc dù yêu cầu lặp đi lặp lại; và kẻ khủng bố mạng Shien, người đã trở thành một tín đồ của "Kira" sau khi anh ta thoát khỏi những chấn thương vì là người duy nhất sống sót trong vụ giết người tàn bạo của gia đình mình, lần đầu tiên cố gắng sử dụng Death Note.

## Diễn viên
- Masahiro Higashide trong vai Tsukuru Mishima, thủ lĩnh của đội đặc nhiệm Death Note
- Sosuke Ikematsu trong vai Ryūzaki, người kế thừa ban đầu của L
- Masaki Suda trong vai Yūki Shien, một kẻ khủng bố mạng, người tôn thờ Kira
- Rina Kawaei trong vai Sakura Aoi, một chủ nhân của Death Note
- Sota Aoyama trong vai Tōta Matsuda, một thám tử trẻ từng trải qua vụ án Kira 10 năm trước
- Mina Fujii trong vai Shō Nanase, thành viên nữ duy nhất trong đội đặc nhiệm Death Note
- Noémie Nakai trong vai J, một phụ nữ từ Ngôi nhà của Wammy
- Daisuke Sakaguchi trong vai Near, một cậu bé đến từ Nhà của Wammy, người đã đánh bại Kira ban đầu, Light Yagami
- Nakamura Shidō II trong vai Ryuk (lồng tiếng), một shinigami, người đã trở lại Trái đất sau 10 năm
- Tomoya Nakamura trong vai Taichi Kanagawa hay còn gọi là Taichi Amazawa, kẻ giết một cô gái và là nạn nhân của Death Note
- Tatsuya Fujiwara trong vai Light Yagami (khách mời), Kira chính gốc, người bị giết bởi shinigami Ryuk
- Kenichi Matsuyama trong vai L, thám tử vĩ đại nhất, người đã chết do tự sát do chiến đấu với Kira, Light Yagami
- Suzuka Morita trong vai Karin Kintomo (tập 2)

## Các tập phim
| Số tập | Tựa đề                                                                                              | Ngày xuất bản            |
| --- | --------------------------------------------------------------------------------------------------- | ------------------------ |
| 01 | "Chương của Mishima: Tái sinh" Transcription: "Mishima Hen: Shinsei" (Japanese: 三島篇・新生)       | ngày 16 tháng 9 năm 2016 |
| Tsukuru Mishima, được tuyển dụng bởi Soichiro Yagami, gia nhập Lực lượng Đặc nhiệm Chống lại Death Note, tiếp tục hoạt động để tìm kiếm những vụ giết người mới trong Death Note trong khi Nhật Bản rơi vào nỗi sợ hãi khi biết rằng một Kira mới đã xuất hiện 10 năm sau cái chết của Light Yagami. Tập phim kết thúc với việc Ryuk ăn một nửa quả táo. | |                          |
| 02 | "Chương của Ryūzaki: Điều ước sắp chết" Transcription: "Ryuzaki Hen: Ishi" (Japanese: 竜崎篇・遺志) | ngày 23 tháng 9 năm 2016 |
| Ryūzaki, người kế nhiệm ban đầu của L, điều tra một vụ án liên quan đến một vụ giết người trong phòng khóa ở Hồng Kông. Sau đó, J, một phụ nữ từ Ngôi nhà của Wammy yêu cầu Ryūzaki điều tra một vụ án giết người trong phòng khóa khác, được tạo nên bởi một Death Note. Ryuzaki đối đầu với hai người sử dụng Death Note, Yuki Shien và Sakura Aoi. Ở cuối tập phim, Ryuuzaki tiết lộ lời hứa mà anh từng hứa với L rằng anh sẽ không sử dụng Death Note bằng bất cứ giá nào với một đoạn hồi tưởng về L. | |                          |
| 03 | "Chương của Shien: Sự cuồng tín" Transcription: "Shien Hen: Kyōshin" (Japanese: 紫苑篇・狂信)       | ngày 30 tháng 9 năm 2016 |
| Gia đình của Yūki Shien đã bị sát hại. Sau vụ việc, anh ta trở thành một kẻ khủng bố mạng. Sau đó, anh nhận được Death Note từ Ryuk và bắt đầu tôn thờ Kira. Anh ta tìm thấy một chủ nhân khác của Death Note với khả năng hack của mình, Sakura Aoi. Tập phim kết thúc với câu nói của Ryuk, "Con người thật thú vị." | |                          |